# Futebol nos Jogos Olímpicos de Verão de 2008 - Qualificação
Cada Comitê Olímpico Nacional pôde inscrever uma seleção desde que estivesse previamente classificada em cada uma dos torneios orgaizados por cada federação continental
| Torneio masculino                               | Data                      | Sede           | Vagas | Classificados                       |
| ----------------------------------------------- | ------------------------- | -------------- | ----- | ----------------------------------- |
| País-sede                                       | -                         | -              | 1     | China                               |
| Eliminatórias da AFC                            | Fev 2006 - Nov 2007       | sem sede fixa  | 3     | Japão Austrália Coreia do Sul       |
| Eliminatórias da CAF                            | Set 2006 - Mar 2008       | sem sede fixa  | 3     | Camarões Costa do Marfim Nigéria    |
| Eliminatórias da CONCACAF                       | Ago 2007 - Mar 2008       | Estados Unidos | 2     | Estados Unidos Honduras             |
| Campeonato Sul-Americano de Futebol Sub-20 2007 | 7 a 28 de Janeiro de 2007 | Paraguai       | 2     | Brasil Argentina                    |
| Eliminatórias da OFC                            | 1 a 9 de Março de 2008    | Fiji           | 1     | Nova Zelândia                       |
| Campeonato Europeu Sub-21 de 2007               | 10 a 23 de Junho de 2007  | Países Baixos  | 4     | Países Baixos Sérvia Bélgica Itália |
| TOTAL                                           |                           |                | 16    |                                     |

| Torneio feminino                                     | Data                                         | Sede              | Vagas | Classificados         |
| ---------------------------------------------------- | -------------------------------------------- | ----------------- | ----- | --------------------- |
| País-sede                                            | -                                            | -                 | 1     | China                 |
| Eliminatórias da AFC                                 | Fev 2007 - Ago 2007                          | -                 | 2     | Japão Coreia do Norte |
| Eliminatórias da CAF                                 | Out 2006 - Mar 2008                          | -                 | 1     | Nigéria               |
| Eliminatórias da CONCACAF                            | Out 2007 - Abr 2008                          | Ciudad Juarez     | 2     | Estados Unidos Canadá |
| Campeonato Sul-americano de Futebol Feminino de 2006 | 10-26 de novembro de 2006                    | Mar del Plata     | 1     | Argentina             |
| Eliminatórias da OFC                                 | Ago 25 - Set 7, 2007 Mar 8, 2008             | Apia Port Moresby | 1     | Nova Zelândia         |
| UEFA (Copa do Mundo de Futebol Feminino de 2007)*    | Set 10-30, 2007                              | China             | 2*    | Alemanha Noruega      |
| Playoff da UEFA                                      | 8 e 28 de novembro de 2007 November 28, 2007 | Viborg Solna      | 1*    | Suécia                |
| Playoff CAF-CONMEBOL                                 | 19 de abril de 2008                          | Pequim            | 1     | Brasil                |
| TOTAL                                                |                                              |                   | 12    |                       |

* Nota - As três melhores equipes européias na Copa do Mundo feminina se classificariam. Entretanto, a Inglaterra não é reconhecida pelo COI (atletas ingleses competem sob a bandeira do Reino Unido). Suécia e Noruega disputaram um playoff pela terceira vaga do continente..